# 水戸中央郵便局
水戸中央郵便局（みとちゅうおうゆうびんきょく、英称: Mito Central Post Office）は、茨城県水戸市にある郵便局。民営化前の分類では集配普通郵便局であった。

## 概要
所在地：〒310-8799 茨城県水戸市三の丸１丁目4番29号

### 併設施設
- ゆうちょ銀行水戸店（さいたま支店水戸出張所）：取扱店番号060010
- かんぽ生命茨城支店水戸中央郵便局かんぽサービス部

## 沿革
- 1873年（明治6年） - 水戸上町（みとうわまち）郵便取扱所として開設。なお1872年（明治5年）7月に開設された水戸郵便取扱所は、後の水戸下市郵便局である[2]。同年、水戸上町郵便役所となる[3]。
- 1875年（明治8年）1月1日 - 水戸上町郵便局（四等）となる。同年、為替取扱を開始[3]。
- 1876年（明治9年）5月 - 水戸上市（みとうわいち）郵便局に改称[3]。
- 1877年（明治10年） - 貯金取扱を開始[3]。
- 1885年（明治18年） - 電信取扱を開始[3]。
- 1886年（明治19年）1月4日 - 電信為替事務開始[4]。
- 1887年（明治20年）10月1日 - 水戸郵便電信局となる[3]。
- 1903年（明治36年）4月1日 - 通信官署官制の施行に伴い水戸郵便局となる[3]。
- 1956年（昭和31年）11月1日 - 電話通話事務取扱を開始[5]。
- 1957年（昭和32年）4月1日 - 和文電報受付事務の取扱を開始。
- 1960年（昭和35年）12月 - 局舎新築落成。
- 1987年（昭和62年）7月1日 - 水戸中央郵便局に改称。
  - 局舎建て替え工事開始のため仮設局舎に移転。郵便課・集配課作業棟は城東1丁目の那珂川駅跡地に設置、貯金課・保険課および窓口棟は宮町1丁目の旧国鉄用地に設置。
- 1989年（平成元年） - 現局舎落成
- 1991年（平成3年）10月1日 - 外国通貨の両替および旅行小切手の売買に関する業務取扱を開始。
- 2007年（平成19年）10月1日 - 民営化に伴い、併設された郵便事業水戸支店、ゆうちょ銀行水戸店に一部業務を移管。
- 2008年（平成20年）2月25日 - 郵便事業水戸支店が管轄する内原集配センターの廃止に伴い、郵便事業赤塚支店が取扱業務を承継。
- 2009年（平成21年）9月21日 - 郵便事業水戸支店が管轄する飯富集配センターの廃止に伴い、郵便事業水戸支店が取扱業務を承継。
- 2012年（平成24年）10月1日 - 日本郵便株式会社の発足に伴い、郵便事業水戸支店を水戸中央郵便局に統合。
- 2021年（令和3年）3月29日 - 常澄郵便局から集配業務を移管。

## 取扱内容

### 水戸中央郵便局
- 郵便、印紙、ゆうパック、チルドゆうパック、内容証明、国際郵便、e発送サービス、キャッシュレス
- 生命保険、バイク自賠責保険、自動車保険、JP生活サポート保険、がん保険、引受条件緩和型医療保険 - 平日16時まで営業。
- 郵便番号の上2桁が31の地域あての郵便物を配達局ごとに区分する業務（地域区分局）
- 水戸市内の一部地域（「310-xxxx」「311-11xx」「311-42xx」の区域）の集配業務
- 大洗郵便局の集配区域（「311-13xx」の区域）、石塚郵便局の集配区域（「311-43xx」「311-44xx」の区域）についての管轄
- ゆうゆう窓口

### ゆうちょ銀行水戸店
- 貯金、貯金担保自動貸付け、為替、振替、振込（他の金融機関口座への送金）、国際送金、国債、投資信託、確定拠出年金、変額年金保険、住宅ローン、口座貸越サービス、財形定額貯金、総合振込、小切手払い、貯金小切手の振出、簡易払い、JP BANK カード（クレジットカード） - 平日16時まで営業。
- ATM: 通帳取り扱い、硬貨での取り扱い、払込用紙による通常払込み、通帳の繰越、ICキャッシュカード・通帳の磁気修復、二次元コードによる税公金支払い

### かんぽ生命茨城支店水戸中央郵便局かんぽサービス部
- 生命保険、がん保険 - 平日16時まで営業。

## 周辺
- 旧弘道館
- 水戸東照宮
- 茨城県立図書館
- 水戸警察署
- 常陽銀行本店
- 筑波銀行水戸営業部（旧：茨城銀行本店）

## アクセス
- JR常磐線・水郡線、鹿島臨海鉄道大洗鹿島線 水戸駅（北口）から徒歩約8分
- 関東鉄道バス、茨城交通バス、茨城オート 銀杏坂停留所下車
- 北関東自動車道（東水戸道路） 水戸南ICから北へ約6km、常磐自動車道 水戸ICから東へ約9km
- 国道50号沿い。中央郵便局前交差点は国道118号の起点でもある。
- 駐車場あり：15台